# Weyer (Luxembourg)
Pour les articles homonymes, voir Weyer (homonymie).
Weyer , ou parfois Weier, est une localité de la commune luxembourgeoise de Fischbach située dans le canton de Mersch.